# コモンスティングレイ
コモンスティングレイ（Dasyatis pastinaca）は、アカエイ科のエイの一種。北東大西洋、地中海、黒海に分布する。沿岸部の水深60m以浅の砂泥底に生息し、よく砂や泥に潜っている。体盤幅は通常45cmで、体盤は僅かに横幅が広い菱形で、尾は鞭状で上下に皮摺がある。大型個体は背中の正中線に沿って突起が並ぶが、基本的に色は地味で皮膚は滑らかである。
主に底性の甲殻類や軟体動物、多毛類、小型の硬骨魚類を捕食する。無胎盤性の胎生であり、胚は卵黄の栄養を吸収した後、子宮分泌液によって育つ。雌は年に2回、 4ヶ月の妊娠期間の後、浅瀬で4-9尾の仔エイを出産する。尾には毒棘があり、刺されると痛み、命に関わる事もある。毒棘について古代から多くの記録がある。本種を対象とした漁業は無いが、大量に混獲され、食用、魚粉、肝油として利用されている。個体数は減少傾向にあり、国際自然保護連合（IUCN）は危急種と評価している。

## 分類と系統

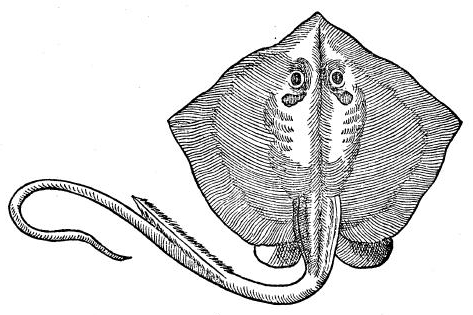
ピエール・ブロンが1553年に出版した『De Aquatilibus Libri Duo』内の図

古代からよく知られており、古代ギリシャではトリゴン(τρυγών)と、古代ローマでは pastinaca と呼ばれていた。古い英名は少なくとも18世紀からイギリスで使われていた「fire-flare」または「fiery-flare」で、赤みがかった肉を指すと考えられている。
1758年にカール・フォン・リンネの『自然の体系(第10版)』において Raja pastinaca として記載された。それ以来 Dasyatis 属に分類されている。Raja corpore glabro、Raja corpore glabro、aculeolongo anterius serrato in cauda apterygia、Pastinaca marina prima、Pastinaca marina lævisなど、様々な二名法以外の名前が25以上提唱されている。リンネの記載を含む初期の記述の多くには他の種も含まれており、レクトタイプの指定が認められているが、未だ行われていない。
アフリカ南部のBlue stingray(Dasyatis chrysonota)は本種の変種とされていたが、青い模様などの特徴により、1993年にPaul CowleyとLeonard Compagnoによって別種とされた。また、地中海のTortonese's stingray(D. tortonesei)との区別は十分に分かっておらず、同種である可能性もあるため、さらなる研究が必要である。
2001年に、Lisa Rosenbergerは、形態学に基づいた Dasyatis 属14種の系統解析を発表した。本種はbluespotted stingray(D. kuhlii)とカラスエイ(D. violacea)を除き、属内でも基部の種であるとされた。その後カラスエイは単型属に分類され、D. kuhlii はヤッコエイ属に分類された。

## 分布と生息地

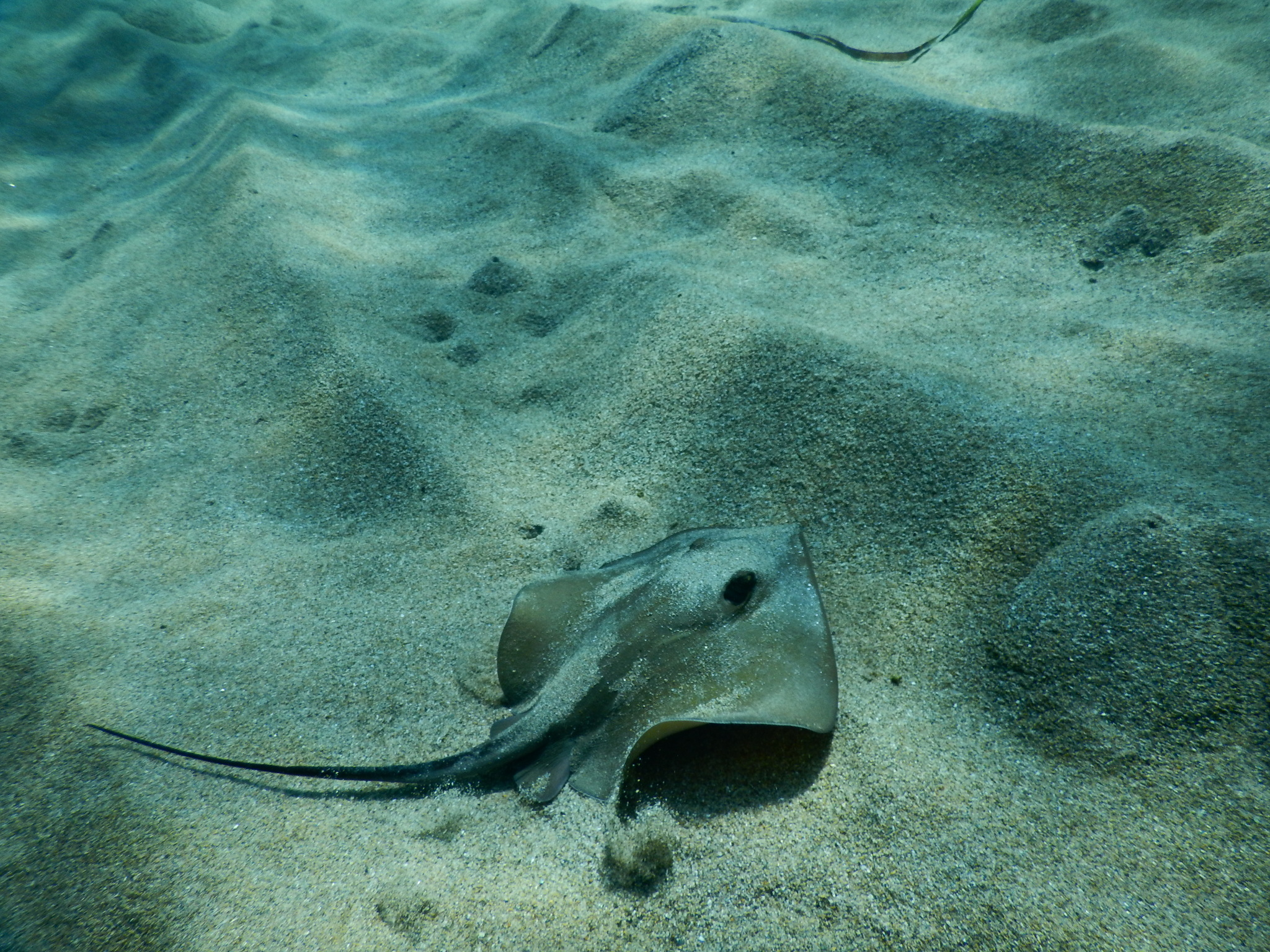
砂地に生息している。

地中海と黒海全域に分布する。数は少ないがノルウェー南部からバルト海西部、マデイラ諸島、カナリア諸島に至る北東大西洋でも見られる。最大生息水深は200mだが、通常は水深60m以浅の場所に生息する底魚である。波の穏やかな砂泥底を好むが、岩礁の近くや河口でも見られる。アゾレス諸島沖では夏に多く冬には少ない。これは季節によって生息域や生息水深が変化していることを示している。

## 形態

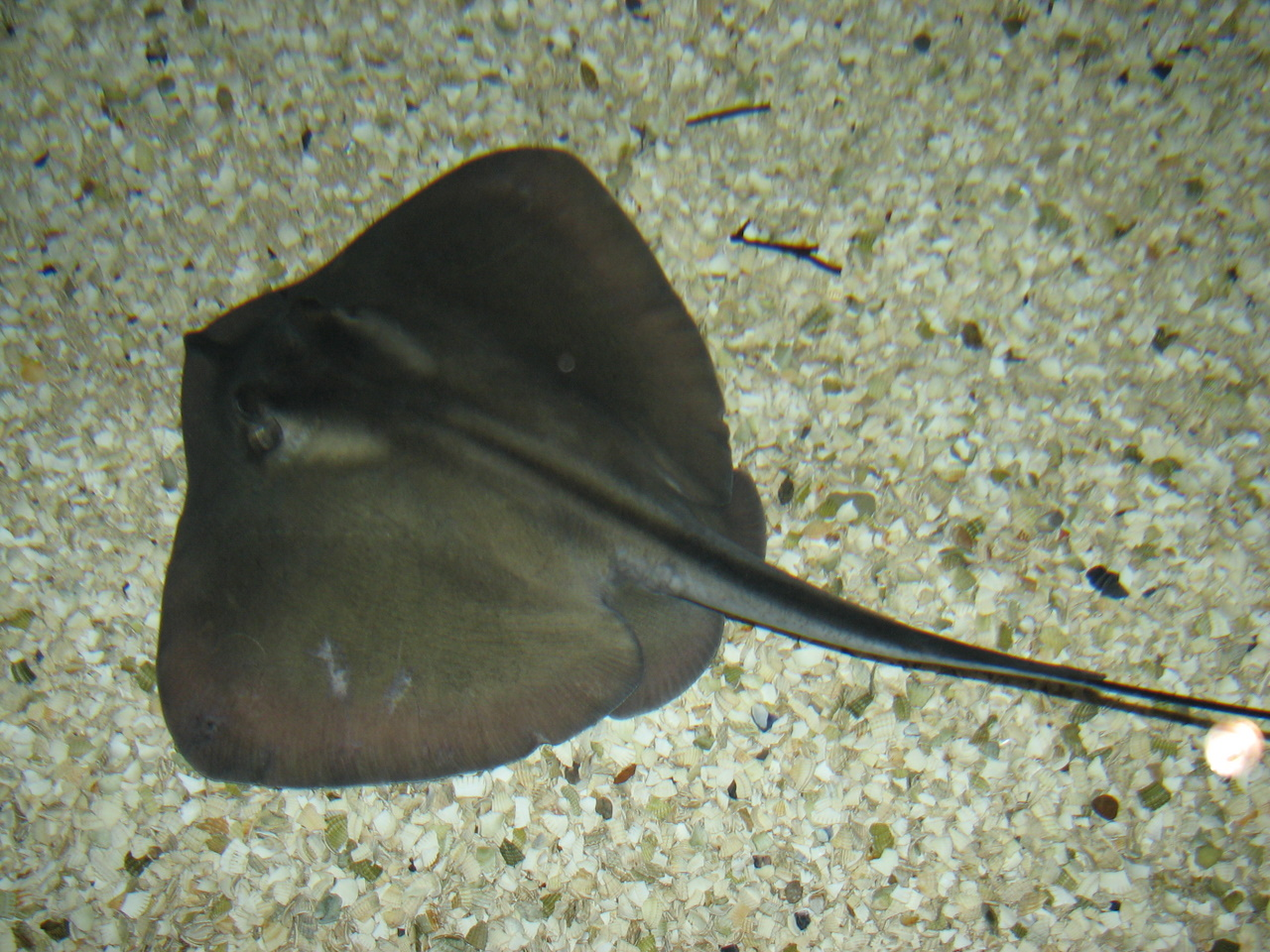
体色は地味で、体盤は滑らか。

体盤幅は1.4m、全長は2.5mに達するが、体盤幅は通常45cm。体盤は扁平な菱形で、横幅が僅かに長く、角は狭く丸みを帯びている。体盤前縁はほぼ直線上で、吻部が僅かに突出していて、体盤後縁は突出する。眼のすぐ後方に眼より大きい噴水孔がある。歯列は上部が28-38列、下部が28-43列。歯は小さく尖らず、平らに並ぶ。口底には5つの乳頭突起が並ぶ。
尾は細く鞭状で、長さは全長の半分ほど。尾の三分の一の位置に毒棘があり、尾の三分の一程の基部に毒腺がある。毒棘は定期的に生え変わり、古い棘が脱落する前に新しい棘が成長するため、同時に複数本の棘が存在する場合がある。棘の後方には、上下に低い皮摺がある。体と尾は滑らかだが、体盤前縁には幾つかの小歯状突起があり、老成個体は背中の正中線に沿って棘が並ぶ。背面は灰色、茶色、赤みがかった緑色またはオリーブ色で、腹面は白っぽく、縁は暗色。若い個体では白い斑点があるものもいる。眼の周りに幾つかの黄色の斑点が入る。
記録されている最大の標本は、2016年にトルコのイズミル県でトローリング調査で捕獲されたもので、体盤幅は2.21mだったが、尾が切れていたため全長は不明である。

## 生態

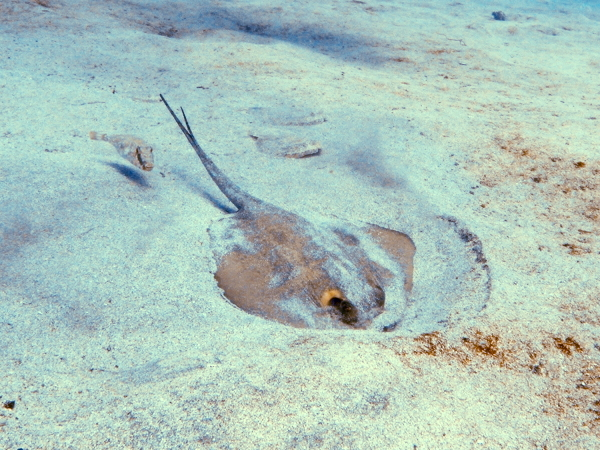
海底で生活し、小型の無脊椎動物や魚を捕食する。

単独または群れで生活し、性別によってある程度棲み分けを行う。夜行性で日中は砂に埋まっている。甲殻類、頭足類、二枚貝、多毛類、硬骨魚類など、さまざまな底生生物を捕食する。養殖の貝に大きな被害を与えている。トルコ沖のイスケンデルン湾で行われた研究では、甲殻類が食事の約99％を占めており、成熟個体ほど魚食傾向が強い。トルコのタルスス沖で行われた研究では、最も重要な食物成分はヨシエビ属の一種であるperegrine shrimp（Metapenaeus stebbingi）であり、次にテッポウエビ属の一種である Alpheus glaber 、イシガニ属の一種であるlesser swimming crab（Charybdis longicollis）が続く。雄は頭足類を、雌は魚を捕食する傾向が強い。他の個体の餌を利用するために、捕食時は他の個体とともに行動することがある。
無胎盤性の胎生で、胚は最初卵黄によって維持され、その後は栄養子宮絨毛糸を通じて送られる子宮分泌液によって成長する。妊娠期間は4ヶ月で、沿岸部の浅場で年に2回4-9尾の仔エイを産む。出産期間は5月から9月、または7月から8月とされている。成熟した個体は繁殖のため、6月中旬から7月にかけてバレアレス諸島沖に集まることが知られている。仔エイは出産時体盤幅約8cm、全長20cm。雄は体盤幅22-32cm、雌は体盤幅24-38cmで性成熟する。最高齢の個体は野生では10歳、飼育下では21歳。本種の寄生虫としては、吸虫の Heterocotyle pastinacae および Entobdella diadema、多節条虫亜綱の Scalithrium minimum が知られている。

## 人との関わり

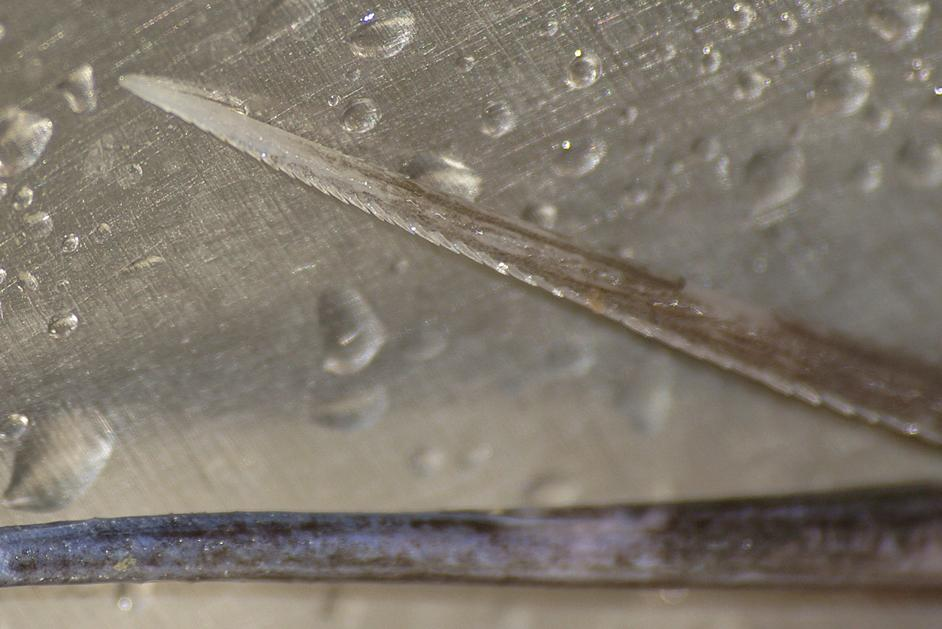
尾にある毒棘

攻撃的ではないが、尾棘に刺されると非常に痛む。古代ギリシャやローマでは非常に恐れられており、アイリアノスなどの著述家はエイの傷は治らないと述べている。ローマの博物学者である大プリニウスは、著書である『博物誌』の中で、エイの棘は木を枯らし、鎧を矢のように貫き、鉄を腐食させることができると主張した。ギリシャの詩人であるオッピアノスは、エイの毒に触れると石さえも溶ける可能性があると主張した。ギリシャ神話では、ヘラクレスはエイに噛まれて指を失ったとされ、キルケーは息子のテーレゴノスにエイの棘を先端につけた槍を持たせ、その槍で誤って父親のオデュッセウスを殺してしまったと言われている。
イギリスの動物学者Francis Dayは、1884年の著書『The Fishes of Great Britain and Ireland』の中で、本種は肉質が悪く不快な為食用にはならず、ウェールズの漁師はその肝油を火傷などの怪我の治療薬として使用していたと述べた。現在、本種の胸鰭は燻製や塩漬けにして販売され、魚粉や肝油の原料としても利用されている。肝臓はフランス料理では珍味とされ、de foie de raie や foie de raie en croute などの料理に使用される。底引網、刺し網、底延縄、地引き網などを用いた商業漁業で偶発的に捕獲される。沿岸部を好む種のため、板鰓類の刺し網漁獲量の40%を本種が占めるバレアレス諸島など、小規模な沿岸漁業の影響を受けやすい。地中海と大西洋北東部で減少しており、ビスケー湾では絶滅した可能性がある。それにより国際自然保護連合（IUCN）はこの種を危急種と評価した。バレアレス諸島の5つの海洋保護区内で保護されており、欧州連合により海岸から5.6km以内でのトロール漁が禁止されている。